# Les Enfants de Belle Ville
Pour plus de détails, voir Fiche technique et Distribution.
Les Enfants de Belle Ville (en persan : شهر زیبا, Shahr-e ziba) est un film iranien écrit et réalisé par Asghar Farhadi, sorti en 2004.

## Synopsis
Iran, au début des années 2000. C'est l'anniversaire d'Akbar, 18 ans. Mais dans le centre de détention, c'est une terrible nouvelle : condamné à mort, il est à présent susceptible d'être exécuté.
A'la, son meilleur ami du centre, et Firouzeh, sa sœur, vont s'employer à convaincre le plaignant de retirer sa plainte. Et il y a urgence…

## Fiche technique
- Titre original : شهر زیبا, Shahr-e ziba
- Titre français : Les Enfants de Belle Ville
- Réalisation et scénario : Asghar Farhadi
- Pays d'origine : Iran
- Format : Couleurs - 35 mm
- Genre : Drame
- Durée : 101 minutes
- Dates de sortie :
  -  Iran : 2004
  -  France : 11 juillet 2012

## Distribution
- Taraneh Allidousti : Firoozeh
- Babak Ansari : A'la
- Faramarz Gharibian : Rahmati Abolqasem, le « plaignant »
- Hossein Farzi-Zadeh : Akbar, 18 ans, le jeune condamné, frère de Firoozeh
- Ahu Kheradmand : la femme de M. Abolqasem
- Farhad Ghaiemian : Ghafouri, l'employé du centre de détention
- Hooshang Heyhavand : le propriétaire du kiosque

## Récompenses
- 2004 : Golden Peacock au Festival international du film d'Inde
- 2004 : Grand Prix au Festival du film de Varsovie
- 2004 : Prix FIPRESCI  au Festival du film de Split